# 20205 Sitanchen
A 20205 Sitanchen (ideiglenes jelöléssel (20205) 1997 EJ34) a Naprendszer kisbolygóövében található aszteroida. A LINEAR projekt keretében fedezték fel 1997. március 4-én.